# Мікаель Сойсало
Мікаель Сойсало (фін. Mikael Soisalo, нар. 24 квітня 1998, Гельсінкі, Фінляндія) — фінський футболіст, вінгер латвійського клуба «Рига» та національної збірної Фінляндії.

## Ігрова кар'єра

### Клубна
Мікаель Сойсало є вихованцем столичного клубу ГІК, де він починав займатися в клубній академії. У 2016 році футболіст підписав дворічний контракт з клубом Вищого дивізіону «Ільвес» та у квітні того року дебютував на професійному рівні.
У січні 2017 року Сойсало переушов до англійського клубу «Мідлсбро» але далі молодіжної команди не пройшов, виступаючи тільки за дублюючий склад. Полишивши англійський клуб, Сойсало перебрався до Бельгії, до клубу «Зюлте-Варегем», з яким уклав трирічний контракт. На початку 2020 року фінський футболіст був відправлений в оренду до кінця сезону у португальський «Варзім». Але португальці не скоритсталися можливістю викупити контракт гравці і Сойсало повернувся до Бельгії.
А в січні 2021 року перейшов до латвійського клубу «Рига», з яким дворічну угоду. Разом з ризьким клубом Сойсало брав участь у матчах кваліфікації Ліги Європи у 2021 році та груповому раунді Ліги конференцій восени 2022 року.

### Збірна
Мікаель Сойсало грав у юнацьких та молодіжній збірній Фінляндії. У березні 2022 року вперше отримав виклик до складу національної збірної Фінляндії.

## Титули
Рига
 Віце-чемпіон Латвії: 2022